# Notropis albizonatus
Notropis albizonatus és una espècie de peix cipriniforme de la família dels ciprínids.

## Morfologia
Els mascles poden assolir els 5,6 cm de longitud total.

## Distribució geogràfica
Es troba a Kentucky i Alabama (Estats Units).